# Rıza Nur

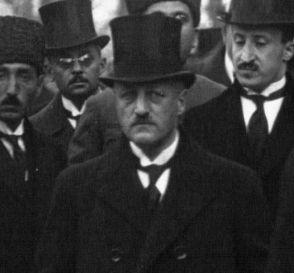
Rıza Nur in Lausanne

Rıza Nur (* 30. August 1879 in Sinop; † 8. September 1942 in Istanbul) war ein türkischer Politiker, Schriftsteller und Mediziner.

## Leben
1901 schloss Nur die Medizinschule der Militärakademie in Istanbul ab. Mit dem Sturz des Sultans Abdülhamid II. 1908 ging er in die Politik, kam dann aber in Konflikt mit dem regierenden Komitee für Einheit und Fortschritt und wurde Mitglied der Freiheits- und Einigkeitspartei. Er organisierte 1910 Widerstand gegen die Jungtürken in Albanien und floh daraufhin 1913 ins Exil. Bis zum Ende des Ersten Weltkriegs residierte er in Frankreich, Ägypten und der Schweiz. Nach dem Ersten Weltkrieg und der Flucht der führenden Köpfe der Jungtürken schloss er sich der nationalen Widerstandsbewegung Mustafa Kemal Atatürks an und wurde 1919 zum Mitglied des Gegenparlaments in Ankara. 1920 wurde er zum Minister für Bildung und Schulwesen ernannt.
Rıza Nur war 1920 ein maßgeblicher Verhandlungsteilnehmer beim Friedensabkommen (Vertrag von Moskau) zwischen der Türkei und der Sowjetunion im Türkischen Befreiungskrieg. 1923 gründete er eine Bibliothek in seiner Heimatstadt Sinop, die heute eine der größten Bibliotheken der Türkei ist und seinen Namen trägt. Er war stellvertretender Leiter der türkischen Delegation bei den Verhandlungen zum Vertrag von Lausanne.
Rıza Nur stand der Politik Mustafa Kemals kritisch gegenüber. So sprach er sich für die Reinstallation des Kalifats, die Instrumentalisierung der religiösen Orden statt des getätigten Verbots, der Rückbesinnung der Stellung der Frau in die häusliche Ebene und einer islamisch-pantürkischen Vereinigung aus. Zwar kein offizielles Mitglied, war er doch Unterstützer der Terakkiperver Cumhuriyet Fırkası. Als in Izmir Pläne für ein Attentat auf Atatürk auftauchten und daraufhin die Führer dieser Oppositionspartei der Prozess gemacht wurde, floh er aus Angst vor Repressalien ins Exil nach Frankreich und von dort nach Ägypten, wo er die Zeitschrift Türk Bilik Revüsü (Turkologische Revue) publizierte. Als Atatürk 1938 starb, kehrte Nur in die Türkei zurück. Bis zu seinem Tod 1942 blieb Nur in Istanbul.
Als umstrittenstes Werk zählen seine im französischen Exil in vier Bänden verfassten Memoiren Hayat ve Hatıratım („Mein Leben und meine Erinnerungen“). Der erste Teil behandelt seine Jugend, letztere Abschnitte beschreiben aus seiner Sicht die Zustände und Beziehungen der damaligen Regierung. Das Werk gilt unter Historikern größtenteils als eine politische Abrechnung und Schmähschrift. So wird die Rolle Inönüs bei den Verhandlungen von Lausanne geschmäht und seine eigene Rolle hervorgehoben. Die von ihm in den Memoiren wiedergegebenen Gespräche sind beim Vergleich mit den veröffentlichten und von ihm unterschriebenen Protokolle nicht aufzufinden und gelten als fabriziert. Als Grund wird sein Zerwürfnis mit den Führern der Republikanischen Volkspartei, die Kränkung durch die Flucht und seine Morphinabhängigkeit angegeben. Neuerdings erfreut es sich unter monarchistischen und islamistischen Geschichtsrevisionisten großer Beliebtheit.

## Werke
- Servet-i Şahane ve Hakk-i Millet (Großerartiger Reichtum und das Recht der Leute), 1909
- Yeni Usulü Hitan (Sünnet) ve Yeni Kıskaç, 1909
- Meclis-i Mebusan'dan Fırkalar (Parteien im [osmanischen] Parlament), 1910
- Fenni Cerrahi Ortopedi, 1910
- Tıbbiye Hayatından, 1911
- Cemiyet-i Hafiye (Die geheime Organisation), 1914
- Gurbet Dağarcığı, 1919
- Türkiye’nin Tarık-ı Selameti
- Hürriyet ve İtilaf Nasıl Doğdu Nasıl Öldü? (Wie wurden die Freiheit und Allianz geboren und wie starben sie?), 1919
- Türk Tarihi (Türkische Geschichte), In 14 Bänden von 1924–1926
- Moskova – Sakarya Hatıraları
- Lozan Hatıraları (Erinnerungen an Lausanne)
- Oğuzname Destan Denemesi, 1928
- Namık Kemal, 1936
- Hücumlara Cevaplar (Antworten auf die Angriffe), 1941
- Türk Birlik (Zeitschrift)
- Tanrıdağı (Zeitschrift)
- Hayat ve Hatıratım (Mein Leben und meine Erinnerungen). İşaret, Istanbul 2004.